# Digital rights management
Digital rights management, kortweg DRM, ook wel digitaal rechtenbeheer, is een techniek om digitale rechten van makers of uitgevers (de 'rechthebbenden') van werken (bijvoorbeeld muziek, afbeeldingen, teksten, computerspellen) digitaal te beheren. In essentie is het een kopieerbeveiligingstechniek.

## Doel
De rechthebbenden kunnen met deze techniek de omvang en wijze van gebruik bepalen of beperken. Dit laatste is meteen ook een van de belangrijkste punten van kritiek op DRM. De rechthebbende kan immers door toepassing van beveiligingstechnieken die gekoppeld kunnen worden aan DRM, de wettelijke rechten van gebruikers inperken. Daarom zijn DRM-systemen altijd gekoppeld aan gebruikersovereenkomsten, waar het contracten- en consumentenrecht op van toepassing zijn. In die overeenkomst wordt bepaald welke handelingen (niet) zijn toegelaten zonder dat daarvoor aparte toestemming moet worden verkregen door de gebruiker. Zo kan bijvoorbeeld een uitgever slechts een beperkt aantal afdrukken of kopieën toestaan, of kan een online muziekdienst vaststellen dat een muziekstuk slechts een bepaald aantal keer (al dan niet gratis) beluisterd kan worden, hetgeen naar zeggen van de muziekindustrie een flexibel en gevarieerd online productaanbod mogelijk zou maken. De gebruiker heeft vaak geen weet van de beperkingen die volgen uit de acceptatie van de gebruikersovereenkomst.

## Toepassing
De toepassing van DRM geschiedt lang niet altijd door de rechthebbende. Meestal wordt DRM toegepast door een intermediair, een online distributeur bijvoorbeeld. De directe relatie met de eindgebruiker is typerend voor DRM; ze manifesteert zich in een ‘gebruikslicentie’, waarin de rechten en plichten van de gebruiker van de content contractueel zijn vastgelegd. De gebruikslicentie is idealiter geïntegreerd in het DRM-systeem; de licentie zit als het ware in het product of de dienst ‘ingebakken’. Voor het goed functioneren van DRM is het dus belangrijk dat de licentievoorwaarden, tezamen met andere zogeheten metadata, aan de ‘content’ vast verbonden blijven. Het sluitstuk van ieder DRM-systeem wordt gevormd door de techniek. Er vindt idealiter dus ‘automatische handhaving’ plaats door toepassing van technische maatregelen. In de praktijk is dit niet altijd het geval, mede als gevolg van veelvuldige kraak van de beveiligingstechnieken.

## Kritiek
Op het toepassen van DRM-systemen worden onder andere de volgende kritiekpunten geleverd:

### Controleverlies door de gebruiker
DRM werkt alleen waterdicht op computers en mediaspelers die niet 100% onder controle van de gebruiker vallen. Er moet een technische voorziening ('kleine politieagent') in de vorm van een "Trusted Platform Module" aanwezig zijn. Dit controleverlies is strijdig met de gedachte van FOSS.

### Gebrekkige interoperabiliteit
Consumenten kunnen hun gekochte muziek, video en elektronische boeken alleen consumeren op toestellen die de betreffende DRM ondersteunen;

### Veranderende DRM
Bedrijven zoals Microsoft moeten de gebruikte veiligheidstechnieken in hun DRM-systeem (kunnen) veranderen, omdat mensen deze proberen te kraken;

### Te sterke beperkingen
Een belangrijk punt van kritiek is dat de rechthebbende door toepassing van beveilingstechnieken die gekoppeld zijn aan DRM, de rechten die volgen uit uitzonderingen in de auteurswet zou kunnen inperken.

### Verlopen vanauteursrecht
Een ander punt van zorg is dat niet is vastgelegd wat er met de kopieerbeveiliging gebeurt na het verlopen van de rechten van de makers. Ook zouden veel verstrekkers van inhoud (muziek, afbeeldingen, teksten, etc.) stukken die feitelijk al in het publieke domein zijn toch weer van digital rights management kunnen voorzien, waardoor dit publieke domein steeds kleiner zou kunnen worden. Ook hier zal - indien dit werkelijkheid wordt - op toegezien moeten worden.

### Misleidende terminologie
De naam "Digital Rights Management" is volgens de GNU misleidend omdat DRM niets met "Rights" (rechten) van de gebruiker te maken heeft; maar met beperkingen. De GNU adviseert daarom de term "Digital Restrictions Management" te gebruiken, die vanuit het oogpunt van de gebruiker beter aangeeft waar deze techniek voor dient.. Deze definitie gaat echter voorbij aan de betekenis van DRM als 'Manager' van 'Digitale Rechten'.

### Ondoelmatigheid
Omdat ieder DRM-systeem vroeg of laat gekraakt wordt vormt DRM in de praktijk voornamelijk een beperking voor legitieme consumenten terwijl het illegaal verspreiden van content er nauwelijks door tegengehouden wordt.
In februari 2007 is een beveiliging gekraakt door het vinden van de beveiligingssleutel. In de Verenigde Staten trachten belanghebbenden het verspreiden van deze sleutel te voorkomen door middel van de Digital Millennium Copyright Act (DMCA)-wet.
Het plaatsen van de sleutel heeft bij diverse websites tot het ontvangen van klaagbrieven van belanghebbende instanties geleid, waarin met juridische stappen gedreigd wordt. Google werd gevraagd het zoeken op de sleutel tegen te gaan, vele bloggers werd gevraagd hun nieuwsitem te verwijderen en de communitysite Digg.com verwijderde het artikel over de sleutel. Dit stuitte op kritiek binnen de Diggs-gemeenschap, vooral nadat bekend werd dat Diggs zich had laten sponsoren door een bedrijf achter hd-dvd. Sommige in de Verenigde Staten gevestigde websites kiezen er bewust voor om niet op de dreigementen in te gaan.

## Lijst van DRM-systemen
- Advanced Access Content System of AACS gebruikt in Blu ray en hd-dvd-spelers.
- Windows Media DRM is een DRM-systeem voor audio en video, ontwikkeld door Microsoft.
- Fairplay is het DRM-systeem ontwikkeld door Apple voor audio en video.
- HelixDRM is het DRM-systeem ontwikkeld door Real voor audio en video.
- Adobe PDF Merchant/web buy is een DRM-systeem ontwikkeld door Adobe voor digitale boeken (pdf's).
- NU-DRM is een DRM-systeem voor elektronische educatieve content, ontwikkeld door Noordhoff Uitgevers.